# Skirl Records
Skirl Records is een onafhankelijk Amerikaans platenlabel dat zich vooral richt op geïmproviseerde muziek. Het werd in 2006 opgericht door ander andere de musicus Chris Speed en is gevestigd in Brooklyn (New York). Op het label, dat gerund wordt door de musici, komen voornamelijk lokale artiesten uit. Enkele namen: Jim Black, Trevor Dunn, Mary Halvorson, John Hollenbeck, Human Feel, Kurt Rosenwinkel, Ben Perowski, Ches Smith en Chris Speed.